# 6th Rally of Turkey
Resultados do 6th Rally of Turkey.

## Classificação Final
| Pos | N.º  | Piloto Co-piloto                           | Nacionalidade                        | Carro                                               | Tempo               |
| --- | ---- | ------------------------------------------ | ------------------------------------ | --------------------------------------------------- | ------------------- |
| 1   | 1 M  | Sébastien Loeb Daniel Elena                | França · Mónaco                      | Citroën Xsara WRC Citroën Total                     | 4:21.48,0 0         |
| 2   | 5 M  | Petter Solberg Phil Mills                  | Noruega · Reino Unido                | Subaru Impreza WRC Subaru World Rally Team          | 4:22.47,6 59,6      |
| 3   | 7 M  | Marcus Grönholm Timo Rautiainen            | Finlândia · Finlândia                | Peugeot 307 WRC Marlboro Peugeot Total              | 4:23.03,3 1.15,3    |
| 4   | 2 M  | Carlos Sainz Marc Martí                    | Espanha · Espanha                    | Citroën Xsara WRC Citroën Total                     | 4:26.05,9 4.17,9    |
| 5   | 8 M  | Markko Märtin Michael Park                 | Estónia · Reino Unido                | Peugeot 307 WRC Marlboro Peugeot Total              | 4:27.45,2 5.57,2    |
| 6   | 3 M  | Toni Gardemeister Jakke Honkanen           | Finlândia · Finlândia                | Ford Focus WRC BP Ford World Rally Team             | 4:29.55,3 8.07,3    |
| 7   | 4 M  | Roman Kresta Jan Možný                     | Chéquia · Chéquia                    | Ford Focus WRC BP Ford World Rally Team             | 4:30.36,3 8.48,3    |
| 8   | 10 M | Gigi Galli Guido D'Amore                   | Itália · Itália                      | Mitsubishi Lancer WRC Mitsubishi Motors Motorsports | 4:31.26,9 9.38,9    |
| 9   | 14   | Antony Warmbold Michael Orr                | Alemanha · Reino Unido               | Ford Focus WRC BP Ford World Rally Team             | 4:33.14,7 11.26,7   |
| 10R | 9 M  | Harri Rovanperä Risto Pietiläinen          | Finlândia · Finlândia                | Mitsubishi Lancer WRC Mitsubishi Motors Motorsports | 4:35.39,4 13.51,4   |
| 11R | 15   | Henning Solberg Cato Menkerud              | Noruega · Noruega                    | Ford Focus WRC BP Ford World Rally Team             | 4:38.28,9 16.40,9   |
| 12  | 18   | Aris Vovos 'El-Em'                         | Grécia · Grécia                      | Subaru Impreza WRC Atölye Kazaz                     | 4:40.29,6 18.41,6   |
| 13R | 12 M | Janne Tuohino Mikko Markkula               | Finlândia · Finlândia                | Škoda Fabia WRC Škoda Motorsport                    | 4:42.23,0 20.35,0   |
| 14  | 31 P | Toshi Arai Tony Sircombe                   | Japão · Nova Zelândia                | Subaru Impreza WRX STI Subaru Team Arai             | 4:45.30,6 23.42,6   |
| 15  | 36 P | Marcos Ligato Rubén García                 | Argentina · Argentina                | Subaru Impreza WRX STI Subaru Argentina Rally Team  | 4:45.32,2 23.44,2   |
| 16  | 33 P | Nasser Al-Attiyah Chris Patterson          | Catar · Reino Unido                  | Subaru Impreza WRX STI                              | 4:46.54,9 25.06,9   |
| 17  | 32 P | Xavier Pons Oriol Julià                    | Espanha · Espanha                    | Mitsubishi Lancer Evo 8                             | 4:46.59,6 25.11,6   |
| 18  | 62   | Mehmet Besler Afsin Baydar                 | Turquia · Turquia                    | Ford Focus WRC Ford Rally Sport Turkey              | 4:51.11,4 29.23,4   |
| 19  | 71   | Per-Gunnar Andersson Jonas Andersson       | Suécia · Suécia                      | Suzuki Ignis S1600                                  | 4:53.19,0 31.31,0   |
| 20  | 49 P | Hamed Al-Wahaibi David Senior              | OMA · Reino Unido                    | Subaru Impreza WRX STI Oman Arab World Rally Team   | 4:53.23,3 31.35,3   |
| 21  | 66   | Ali Deveci Mehmet Yazici                   | Turquia · Turquia                    | Hyundai Accent WRC Hyundai Assan Motorsports        | 4:53.41,8 31.53,8   |
| 22  | 50 P | Aki Teiskonen Miika Teiskonen              | Finlândia · Finlândia                | Subaru Impreza WRX STI Syms Rally Team              | 4:54.00,7 32.12,7   |
| 23  | 44 P | Sebastián Beltrán Edgardo Galindo          | Argentina · Argentina                | Subaru Impreza WRX STI Subaru Argentina Rally Team  | 4:55.50,1 34.02,1   |
| 24R | 6 M  | Chris Atkinson Glenn MacNeall              | Austrália · Austrália                | Subaru Impreza WRC Subaru World Rally Team          | 4:56.55,3 35.07,3   |
| 25  | 64   | Nejat Avci Batuhan Memis Yazici            | Turquia · Turquia                    | Ford Focus WRC Ford Rally Sport Turkey              | 4:56.58,5 35.10,5   |
| 26  | 51 P | Brice Tirabassi Matthieu Baumel            | França · França                      | Subaru Impreza WRX STI                              | 4:57.35,5 35.47,5   |
| 27  | 42 P | Federico Villagra Javier Villagra          | Argentina · Argentina                | Mitsubishi Lancer Evo 8                             | 4:58.50,0 37.02,0   |
| 28  | 80   | Suhail Khalifa Al-Maktoum Ahmad Al-Ghaziri | Emirados Árabes Unidos · Líbano      | Subaru Impreza WRX STI                              | 4:59.05,3 37.17,3   |
| 29  | 76   | Ercan Kazaz Cem Bakançocuklari             | Turquia · Turquia                    | Renault Clio S1600 Renault Türkiye                  | 5:00.29,1 38.41,1   |
| 30  | 74   | Hamdi Ünal Kaan Özsenler                   | Turquia · Turquia                    | Fiat Palio S1600 Fiat Motorsporlari                 | 5:01.28,1 39.40,1   |
| 31  | 77   | David Higgins Daniel Barritt               | Reino Unido · Reino Unido            | Opel Corsa S1600 Opel Motorsport - OSS              | 5:01.31,5 39.43,5   |
| 32R | 43 P | Angelo Medeghini Barbara Capoferri         | Itália · Itália                      | Mitsubishi Lancer Evo 8 Kome Sport                  | 5:04.39,7 42.51,7   |
| 33  | 70   | Khaled Al-Qassimi Nicky Beech              | Emirados Árabes Unidos · Reino Unido | Subaru Impreza WRX STI                              | 5:07.23,8 45.35,8   |
| 34  | 87   | Joan Font Miguel Amblas                    | Espanha · Espanha                    | Mitsubishi Lancer Evo 7                             | 5:08.44,5 46.56,5   |
| 35R | 79   | Dimitar Iliev Yanaki Yanakiev              | Bulgária · Bulgária                  | Mitsubishi Lancer Evo 7 Boyla Auto Motor Sport      | 5:10.57,3 49.09,3   |
| 36  | 72   | Mirco Baldacci Giovanni Bernacchini        | San Marino · Itália                  | Fiat Palio S1600 Fiat Motorsporlari                 | 5:14.01,4 52.13,4   |
| 37  | 90   | Burhan Kuru Serdar Kurbanzade              | Turquia · Turquia                    | Subaru Impreza WRX Atölye Kazaz                     | 5:15.51,7 54.03,7   |
| 38  | 82   | Burak Çukurova Hasan Özseyhan              | Turquia · Turquia                    | Opel Corsa S1600 Opel Motorsport - OSS              | 5:17.39,7 55.51,7   |
| 39  | 93   | Kerem Üstünkaya Hande Isçimenler           | Turquia · Turquia                    | Mitsubishi Lancer Evo 8                             | 5:18.21,0 56.33,0   |
| 40  | 81   | Fatih Kara Güray Karacar                   | Turquia · Turquia                    | Fiat Palio S1600 Fiat Motorsporlari                 | 5:19.08,2 57.20,2   |
| 41R | 45 P | Riccardo Errani Stefano Casadio            | Itália · Itália                      | Mitsubishi Lancer Evo 8                             | 5:20.06,1 58.18,1   |
| 42  | 88   | Tansel Üründül Mert Süzgen                 | Turquia · Turquia                    | Mitsubishi Lancer Evo 8 Mobil / ST Racing           | 5:24.27,4 1:02.39,4 |
| 43R | 38 P | Fabio Frisiero Giovanni Agnese             | Itália · Itália                      | Subaru Impreza WRX STI                              | 5:28.13,3 1:06.25,3 |
| 44  | 37 P | Mark Higgins Trevor Agnew                  | Reino Unido · Reino Unido            | Subaru Impreza WRX STI                              | 5:28.43,9 1:06.55,9 |
| 45  | 34 P | Fumio Nutahara Satoshi Hayashi             | Japão · Japão                        | Mitsubishi Lancer Evo 8 Team Advan-PIAA Ralliart    | 5:30.55,8 1:09.07,8 |
| 46R | 41 P | Natalie Barratt Carl Williamson            | Reino Unido · Reino Unido            | Mitsubishi Lancer Evo 8 OMV World Rally Team        | 5:31.39,1 1:09.51,1 |
| 47  | 92   | Cenk Ceyisakar Kerem Baykal                | Turquia · Turquia                    | Mitsubishi Lancer Evo 7 Cengiz Yildiz Motorsporlari | 5:40.12,0 1:18.24,0 |
| 48  | 99   | Ugur Kizil Hüseyin Demirel                 | Turquia · Turquia                    | Subaru Impreza WRX Tok Sport                        | 5:43.08,0 1:21.20,0 |
| 49  | 104  | Mithat Diker Erdal Oral                    | Turquia · Turquia                    | Fiat Palio 16V                                      | 5:46.28,7 1:24.40,7 |
| 50  | 102  | Nisa Bozkurt Melis Marlali                 | Turquia · Turquia                    | Mitsubishi Lancer Evo 6 Tok Sport                   | 5:51.20,2 1:29.32,2 |
| 51  | 106  | Serdar Honamli Hakan Ipkin                 | Turquia · Turquia                    | Citroën Saxo VTS                                    | 6:12.16,0 1:50.28,0 |
| 52R | 73   | Guy Wilks Phil Pugh                        | Reino Unido · Reino Unido            | Suzuki Ignis S1600                                  | 6:19.48,2 1:58.00,2 |
| 53  | 105  | Adil Küçüksari Cihan Özdamar               | Turquia · Turquia                    | Fiat Palio Kit Car                                  | 6:21.53,1 2:00.05,1 |
| 54R | 100  | Ali Gülan Aytaç Biter                      | Turquia · Turquia                    | Mitsubishi Lancer Evo 6 Mobil / ST Racing           | 6:31.42,9 2:09.54,9 |

## Abandonos
| SS  | N.º  | Piloto Co-piloto                    | Nacionalidade             | Carro                                               | Classe    |  |
| --- | ---- | ----------------------------------- | ------------------------- | --------------------------------------------------- | --------- |  |
| R6  | 11 M | Armin Schwarz Klaus Wicha           | Alemanha · Alemanha       | Škoda Fabia WRC Škoda Motorsport                    |           |  |
| R8  | 16   | Daniel Carlsson Mattias Andersson   | Suécia · Suécia           | Subaru Impreza WRC Rally Team Olsbergs              |           |  |
| R5  | 17   | Serkan Yazici Can Okan              | Turquia · Turquia         | Hyundai Accent WRC Hyundai Assan Motorsports        | Acidente  |  |
| R8  | 19   | Tobias Johansson Kaj Lindström      | Suécia · Finlândia        | Subaru Impreza WRC Rally Team Olsbergs              |           |  |
| R13 | 35 P | Karamjit Singh John Bennie          | MAS · Reino Unido         | Proton Pert Team Proton Pert Malaysia               |           |  |
| R11 | 40 P | Gabriel Pozzo Daniel Stillo         | Argentina · Argentina     | Subaru Impreza WRX STI Subaru Argentina Rally Team  |           |  |
| R17 | 48 P | Luis Ignacio Rosselot Ricardo Rojas | Chile · Chile             | Mitsubishi Lancer Evo 8                             | Acidente  |  |
| R4  | 61   | Hakan Dinç Bülent Korzay            | Turquia · Turquia         | Škoda Octavia WRC Atölye Kazaz                      |           |  |
| R1  | 65   | Nigel Heath Steve Lancaster         | Reino Unido · Reino Unido | Škoda Fabia WRC                                     | Withdrawn |  |
| R6  | 75   | Volkan Isik Levent Gür              | Turquia · Turquia         | Fiat Punto S1600 Fiat Motorsporlari                 | Acidente  |  |
| R11 | 78   | Andreas Aigner Timo Gottschalk      | Áustria · Alemanha        | Mitsubishi Lancer Evo 8                             |           |  |
| R18 | 83   | Quirin Müller Peter Müller          | Alemanha · Áustria        | Mitsubishi Lancer Evo 8                             |           |  |
| R12 | 84   | Tarik Öktem Bahadir Gücenmez        | Turquia · Turquia         | Opel Corsa S1600                                    |           |  |
| R11 | 85   | Ali Okan Avci Ersan Alkir           | Turquia · Turquia         | Ford Fiesta S1600 Ford Rally Sport Turkey           |           |  |
| R8  | 86   | Cengiz Yildiz Kenan Engin           | Turquia · Turquia         | Mitsubishi Lancer Evo 8 Cengiz Yildiz Motorsporlari | Acidente  |  |
| R6  | 89   | Murat Ersönmez Burak Erdener        | Turquia · Turquia         | Subaru Impreza WRX Tok Sport                        |           |  |
| R9  | 91   | Ahmet Burkay Gürkal Menderes        | Turquia · Turquia         | Mitsubishi Lancer Evo 7 Mobil / ST Racing           |           |  |
| R15 | 94   | Güven Bostanci Vedat Bostanci       | Turquia · Turquia         | Mitsubishi Lancer Evo 8 Cengiz Yildiz Motorsporlari |           |  |
| R15 | 95   | Hasan Özseyhan Erkan Güleren        | Turquia · Turquia         | Mitsubishi Lancer Evo 8 Mobil / ST Racing           |           |  |
| R9  | 101  | Emircan Altunis Fatih Inan          | Turquia · Turquia         | Subaru Impreza WRX Atölye Kazaz                     |           |  |
| R8  | 103  | Bayram Gören Sanver Imrahor         | Turquia · Turquia         | Citroën C2 S1600                                    | Acidente  |  |
| R15 | 107  | Osman Geylan Bogaç Hürzat           | Turquia · Turquia         | Citroën C2 S1600 Atölye Kazaz                       |           |  |